# Núcleos Antagónicos de la Nueva Guerrilla Urbana
Núcleos Antagónicos de la Nueva Guerrilla Urbana (Acortado por sus siglas NANGU) es un grupo armado chileno de tendencia anarquista creado a mediados del 2011, activo en la Región Metropolitana de Santiago apegado a pensamientos insurreccionales y anarquistas siendo responsable de varios atentados terroristas en años recientes.

## Historia
Su primer atentado fue el 11 de mayo del 2011 cuando un artefacto explosivo-incendiario fue abandonado en una sucursal de Banco de Chile ubicada en la comuna de Vitacura, Santiago. Además el grupo fue cómplice con otros actos vandálicos ocurridos en Quinta Normal y en Peñalolén. El grupo saca el 24 de diciembre del 2013 un comunicado acerca de la muerte de Sebastian Oversluij, un guerrillero anarquista que llegó a participar en algunos atentados conjuntos además de ser un líder referente para otros militantes.

### Actividades y Atentados

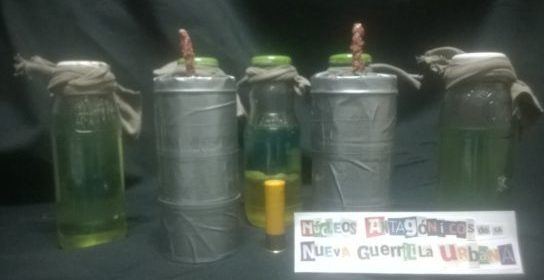
Bombas de tubo y elementos incendiarios usados por las NANGU, antes de usarlos en una manifestación en conmemoración al golpe de Estado de 1973

Su primer atentado en solitario fue cuando abandonaron en una sucursal bancaria en la comuna de Vitacura el 5 de noviembre del 2011, en un comunicado cuatro años después explican que este grupo estuvo en desuso por diferencias tácticas con otros militantes. Días después (el 20 de noviembre del 2011) una célula del grupo (Anonimxs por la Destrucción) deja un artefacto simulado, que es recogida por miembros de carabineros y del GOPE, pero el grupo en el comunicado dice que el explosivo estaba cargado con explosivos, pero fallo el detonador, algo que las autoridades aún no han confirmado.
Años más tarde clamaría haber puesto artefactos simulados en plazas de Santiago de Chile el 30 de diciembre de 2015.
El 11 de febrero del 2016 un artefacto explosivo es desactivado por zapadores pertenecientes a Gendarmería, siendo un incidente mediático y llegando a ser considerado un incidente terrorista por el Ministerio del Interior y Seguridad Pública. Días después las NANGU y la Pandilla Vandalika Teodoro Suárez clamó responsabilidad del incidente. El 3 de diciembre del mismo año se adjudicaron un artefacto simulado abandonado cerca del metro Pajaritos, lo que causó la movilización de Carabineros. El 27 de diciembre del 2016 un artefacto incendiario es encontrado en el bus del Transantiago recorrido 107. Al ser ubicado el objeto extraño, la micro se detiene en alameda con las rejas para llamar a la policía. El artefacto habría estado compuesto por dos botellas plásticas con combustible, además de un sistema de relojería que no consiguió activarse. Junto con el artefacto se encontrarían panfletos con “consignas anarquistas”, como señaló la policía a la prensa.

### Incremento de ataques
El 27 de febrero del 2017 se registró un ataque en la comuna de Providencia frente a la UDI que no dejó heridos pero si daño material leve.
El 31 de octubre del mismo año un explosivo fue desactivado por Carabineros en las cercanías del Partido por la Democracia en la comuna de Ñuñoa, Santiago. En el lugar, se encontraron diversos panfletos con consignas políticas. Al Día siguiente un explosivo fue desactivado en frente del Partido Demócrata Cristiano
El 10 de diciembre de 2017 un artefacto explosivo fue desactivado en las cercanías del Partido Radical de Chile y el Partido Socialista de Chile sin dejar personas heridas.
El 3 de noviembre del 2018 clamaron responsabilidad de un artefacto simulado en un Transantiago, pero no es recogido por la prensa. El 3 de diciembre del 2018 un dispositivo improvisado detonó en una sucursal de BancoEstado en Las Condes, Provincia de Santiago, dejando daños considerables a la infraestructura. Al principio se pensó que era un atraco fallido, pero dos grupos anarquistas (Núcleos Antagónicos de la Nueva Guerrilla Urbana y Grupo de Ataque Antipatriarcal Claudia López) se atribuyeron la responsabilidad de realizar simultáneamente el ataque. Las autoridades aún continúan investigando. Días después un dispositivo explosivo improvisado destruyó una sucursal bancaria en la comuna de Las Condes, sin dejar heridos. En el lugar del ataque se dejaron panfletos alusivos a la muerte de Sebastián Oversluij, un militante anarquista que fue asesinado hace cinco años durante el asalto a un banco. Días después, dos grupos anarquistas afirmaron que el trabajo conjunto para llevar a cabo el ataque se dirigió a los banqueros y burgueses chilenos. El 31 de diciembre una bomba fue desactivada cuando militantes intentaron detonarla en una sucursal de BancoEstado, en la comuna de Vitacura. La policía coordono el área y los zapadores de Carabineros de Chile desactivan el IED. Días después, la célula "Amigxs de la Pólvora" clamaron el incidente.
No fue hasta julio del 2019 cuando clamaron haber incendiado algunos carros durante una marcha convocada por profesores el día 20 de junio, reportandose algunos incidentes aislados. En un comunicado lanzado en agosto de 2019, clamaron haber estado en enfrentamientos contra la policía durante manifestaciones en contra del Encuentro de Presidentes de América del Sur en 22 de marzo, rechazando la presencia de Jair Bolsonaro y los demás mandatarios, y también estudando presentes durante la conmemoración del Día del joven combatiente y otros disturbios durante el mes de abril. El 20 de abril militantes incendiaron un autobús del Transantiago en la comuna de Quinta Normal en honor a los guerrilleros Erick Rodríguez e Iván Palacios, así como haber participado en manifestaciones violentas y barricadas durante los meses de mayo a agosto. El 4 de agosto militantes amenazaron a un conductor del Transantiago, procediendo a incendiar el autobús, además de realizar algunos disparos al aire, y sin que se registrasen detenciones, esto en la comuna de Pedro Aguirre Cerda. El 11 de septiembre (en protestas conmemorativas del Golpe de Estado en Chile de 1973) 2019 integrantes del NANGU, atacaron e incendiaron un carro lanza gases pertenecientes a Carabineros de Chile, esto en la comuna de Peñalolén, dejando gravemente dañada a la unidad,además de tres carabineros lesionados, siendo un capitán, un sargento segundo y un cabo segundo. Las autoridades declararon aun no tener detenidos por el ataque, clamando responsabilidad por el ataque tres días después. El 30 de septiembre del 2019 en un comunicado breve algunas células se separaron del grupo, sin dar mayores detalles del desprendimiento. Durante las protestas que sacudieron en Chile el grupo sacó un libro en línea llamado "Sobre Fantasmas Insurreccionales y banderas falsas" donde describen las múltiples causas del conflicto, que va más allá del aumento a la tarifa del pasaje del sistema de la Red Metropolitana de Movilidad, mostrando algunas protestas como antecedentes. También exponen que miembros y exmiembros de las NANGU participaron varios colectivos y bloques de Primera línea, argumentando que iniciativas como Ley Antibarricadas son una muestra de la represión comparándola con operaciones como Operación Gladio, Dictadura militar de Augusto Pinochet, y otros ejemplos internacionales, demostrando a la insurrección popular como salida a políticas de estado cada vez más autoritarios.